# ماري غوسينز
ماري هنرييت غوسينز (11 أغسطس 1894 - 18 ديسمبر 1991)، عازفة هارب إنجليزية، وأحد أفراد عائلة غوسينز الموسيقية الشهيرة.
كان والدها قائد الفرقة الموسيقية وعازف الكمان "يوجين غوسينز"، وكانت أختها الصغرى "سيدوني غوسينز" أيضًا عازفة هارب. كان إخوتها "يوجين" ملحنا و"أدولف" عازف بوق و"ليون" عازف أوبوا.
ولدت في لندن، ودرست في الكلية الملكية للموسيقى على يد "ميريام تيموثي"، وظهرت لأول مرة كعازفة هارب في ليفربول عام 1910. 